# 宇部日報
宇部日報（うべにっぽう）は、株式会社宇部日報社が発行している夕刊の新聞である。全国郷土紙連合に加盟。

## 概要
かつて宇部市周辺においては、当紙の源流となる「宇部時報」や「ウベニチ新聞」のほか、最盛期には8紙の地方紙が発行されていた。その後合併や廃刊を経て、前述の2紙（いずれも夕刊）のみが残っていたが、2004年（平成16年）3月1日に合併して新たに「宇部日報」として発行されている。
現在は、山口県宇部市と山陽小野田市、山口市を中心に発行しており、宇部日報社の本社所在地である宇部市と山陽小野田市、山口市を中心とした地域情報を掲載する。発行は夕刊のみで、日曜祝日が休刊日となっている。ラテ欄は夕方6時から深夜までのテレビ番組表を最終面に、翌朝から翌夕までのTVと発行日の夕方のラジオ表を中面掲載している。
夕刊紙発行事業の他に、新聞折込型のフリーペーパー「サンデーうべ」「サンデーワイド」「サンデージョブ」「サンデートレンド」の発行、ポスティング型のフリーペーパー「SUNDAY宇部・山陽小野田」の発行、オンラインマガジン「hoinet（ほいねっと）」の運営等を行っている。2011年より、山口市でポスティング型のフリーペーパー「サンデー西京」も発行している。

## 歴史
- 1912年（明治45年）7月15日 - 宇部村（現・宇部市）で紀藤閑之介が宇部時報を創刊。当初は月刊紙で、今日のフリーペーパーのように、購読料・送料などは全て無料（紀藤の個人負担）だった。
- 1914年（大正3年） - 上郷与吉と脇順太が新聞発行に協力。
  - 9月25日 - 紀藤閑之介が社主、脇順太が社長となって法人を設立し、有料紙となる。
- 1920年（大正9年） - 自社印刷を開始。
- 1926年（大正15年）7月21日 - 日刊紙に転向。
- 1932年（昭和7年） - 脇順太の死去に伴い、その夫人・脇タキが2代目社長に就任。当時、新聞社としては珍しい女性社長だった。
- 1939年（昭和14年） - 脇タキの死去に伴い、脇昂が3代目社長に就任。
- 1941年（昭和16年） - 太平洋戦争に伴う新聞統廃合令で「関門日日」（後に「関門日報」「防長新聞」とも）に改名・統合される。
- 1945年（昭和20年）7月2日 - 宇部市での空襲で社屋が被害にあう。
- 1946年（昭和21年）2月1日 - 脇昂、藤井清によって宇部時報がタブロイド判で復刊。
- 1949年（昭和24年）
  - 5月 - 脇昂が代表取締役となって株式会社化し「株式会社宇部時報社」となる。紙面が現在の大きさとなる。
  - 10月15日 - 宇部時報記者・編集局長の藤井清とその友人らが中心となり、「日本一小さな新聞」ウベニチ（後のウベニチ新聞）が週刊紙として創刊。紙名は「宇部の日曜新聞」という意味から付けられた。当時は、宇部市近郊において宇部時報や夕刊新宇部など8紙が発行されていたほか、本社所在地である宇部市の琴芝駅通り周辺には朝日新聞、毎日新聞、中国新聞、西日本新聞などの支局・通信部があり、激戦区となっていた。
  - 12月 - ウベニチ新聞社が株式会社化し、その後ウベニチ新聞が日刊となる。また、
  - 12月 - 宇部時報社が夕刊新宇部を吸収合併。同時に山口県全域への進出を図り紙名を「山口日日新聞」へと改題。
- 1950年（昭和25年）
  - ウベニチ新聞社が小野田支局（当時の小野田市、現・山陽小野田市）、床波支局（宇部市西岐波）を開設。
  - 藤井清の死去に伴い、藤井孝明が2代目ウベニチ新聞社社長に就任。
- 1953年（昭和28年）7月 - 宇部時報社が「山口日日新聞」を元の「宇部時報」に戻す。山口県全域への進出計画は事実上頓挫した。
- 1969年（昭和44年） - 「愛の小箱運動」と題したチャリティーキャンペーンを開始。
- 1980年（昭和55年）11月 - サンデーうべ創刊
- 1993年（平成5年）11月 - サンデー小野田創刊。
- 2004年（平成16年）3月1日 - 宇部時報社とウベニチ新聞社が合併（手続き上の存続会社はウベニチ新聞社）。社名を宇部日報社に改称し宇部日報を発刊。
- 2008年（平成20年）11月 - SUNDAY宇部・山陽小野田創刊
- 2011年（平成23年）3月 - SUNDAY西京創刊[1]

## 事業所
本社
- 〒755-8543 山口県宇部市寿町二丁目3番17号

印刷センター
- 〒755-8557 山口県宇部市寿町三丁目6番1号

支社
- 山口支社 - 〒753-0087 山口県山口市米屋町２－１
- 小野田支社 - 〒756-0091 山口県山陽小野田市日の出一丁目3番12号
- 東京支社 - 〒104-0061 東京都中央区銀座八丁目15番10号 銀座ダイヤハイツ714号[2]